# Welyki Haji
Welyki Haji (ukrainisch Великі Гаї; russisch Великие Гаи Welikije Gai, polnisch Gaje Wielkie bzw. bis in die 1890er Jahre Gaje Tarnopolskie) ist ein Dorf im Zentrum der ukrainischen Oblast Ternopil mit 4440 Einwohnern (2015).
Das erstmals 1785 schriftlich erwähnte Dorf
liegt 8 km südöstlich vom Stadtzentrum der Oblasthauptstadt Ternopil, am Dorf entlang verläuft die Fernstraße M 19. Welyki Haji besitzt eine Bahnstation an der Bahnstrecke Krasne–Odessa.

## Verwaltungsgliederung
Am 21. Juli 2015 wurde das Dorf zum Zentrum der neugegründeten Landgemeinde Welyki Haji (Великогаївська сільська громада Welykohajiwska silska hromada). Zu dieser zählten noch die 13 in der untenstehenden Tabelle aufgelisteten Dörfer, bis dahin bildete es die Landratsgemeinde Welyki Haji (Великогаївська сільська рада/Welykohajiwska silska rada) im Zentrum des Rajons Ternopil.
Am 12. Juni 2020 kam noch das Dorf Kypjatschka zum Gemeindegebiet.
Folgende Orte sind neben dem Hauptort Welyki Haji Teil der Gemeinde:
| Name                     | Name       | Name                    | Name        | Name        |
| ukrainisch transkribiert | ukrainisch | russisch                | polnisch    |             |
| ------------------------ | ---------- | ----------------------- | ----------- | ----------- |
| Baworiw                  | Баворів    | Баворов (Baworow)       | Baworów     |             |
| Biloskirka               | Білоскірка | Белоскирка (Beloskirka) | Białoskórka |             |
| Dytschkiw                | Дичків     | Дичков (Ditschkow)      | Dyczków     |             |
| Hrabowez                 | Грабовець  | Грабовец (Grabowez)     | Grabowiec   |             |
| Kosiwka                  | Козівка    | Козовка (Kosowka)       | Kozówka     |             |
| Krassiwka                | Красівка   | Красовка (Krassowka)    | Krasówka    |             |
| Kypjatschka              | Кип'ячка   | Кипячка (Kipjatschka)   | Kipiaczka   |             |
| Proschowa                | Прошова    | Прошова                 | Proszowa    |             |
| Sastawje                 | Застав'є   | Заставье                | Zastawie    |             |
| Sastinka                 | Застінка   | Застенка (Sastenka)     | Zaścianka   |             |
| Skomorochy               | Скоморохи  | Скоморохи (Skomorochi)  | Skomorochy  | Welyki Haji |
| Smoljanka                | Смолянка   | Смолянка                | Smolanka    |             |
| Teofiliwka               | Теофілівка | Теофиловка (Teofilowka) | Teofilówka  |             |
| Towstoluh                | Товстолуг  | Толстолуг (Tolstolug)   | Toustoług   |             |

## Söhne und Töchter der Ortschaft
- Jaroslaw Dawydowytsch (Ярослав Васильович Давидович; * 20. April 1948), ehem. Leiter der Zentralen Wahlkommission der Ukraine (2004–2007)